# Starrcade 1986
Starrcade (1986): Night of the Skywalkers è stato il quarto evento annuale Starrcade. Si svolse il 27 novembre 1986 al Greensboro Coliseum di Greensboro, Carolina del Nord e al The Omni di Atlanta, Georgia.
Il main event dello show fu l'incontro tra il campione NWA World Heavyweight Ric Flair e il campione NWA United States Nikita Koloff in un raro per l'epoca "champion-vs-champion match". L'evento si tenne in due location diverse come in occasione della passata edizione. In ogni location furono combattuti 6 match; al Greensboro Coliseum il main event fu uno steel cage match tra The Rock 'n' Roll Express (Ricky Morton & Robert Gibson) contro Anderson Brothers (Arn & Ole Anderson) per i titoli NWA World Tag Team Championship. Altro match notevole fu The Road Warriors contro The Midnight Express in uno Scaffold Match (che rimase celebre a posteriori per il reale infortunio occorso al manager Jim Cornette).

## Evento

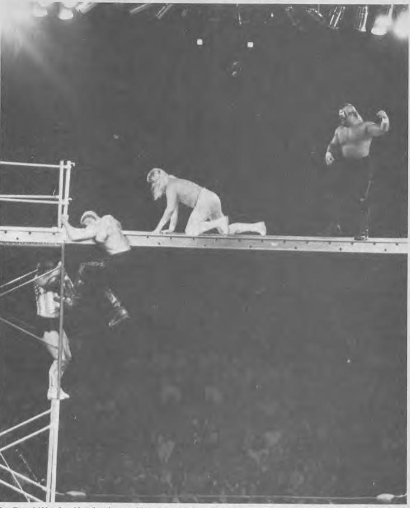
Un frangente dello Scaffold match di Starrcade 1986

L'edizione 1986 di Starrcade si svolse in due location separate, il Greensboro Coliseum in Carolina del Nord e il The Omni di Atlanta. Gli show furono trasmessi in diretta. I vari match furono mostrati alternando le location, si iniziò con la vittoria di Tim Horner & Nelson Royal su Rocky & Don Kernodle al Greensboro Coliseum, per poi passare al primo match al The Omni, così via fino allo scontro tra Ric Flair e Nikita Koloff nel main event al The Omni. L'alternanza nella trasmissione dei match, permise ai tecnici di montare la gabbia d'acciaio nel Greensboro Coliseum per il tag team match tra The Rock 'n' Roll Express e Anderson Brothers mentre gli spettatori di Atlanta assistevano al match tra The Road Warriors e The Midnight Express.
I Road Warriors vinsero lo "Skywalkers" scaffold match gettando sia Bobby Eaton che Dennis Condrey giù dal ponteggio, facendoli precipitare sul ring sottostante. Quando il manager Paul Ellering inseguì Jim Cornette sul ponteggio; Cornette cadde da esso e subì un infortunio reale alle ginocchia. Big Bubba Rogers avrebbe dovuto afferrarlo in tempo prima che atterrasse, ma Rogers non ci riuscì. Cornette atterrò male e dovette essere portato fuori dal ring. Road Warrior Hawk lottò nel match pur avendo una gamba rotta, infortunio che si era procurato un mese prima durante un match in Giappone.

## Risultati
| N. | Risultati dal Greensboro Coliseum                                                                                 | Stipulazione                                                            | Durata |
| -- | --- | ----------------------------------------------------------------------- | ------ |
| 1  | Tim Horner & Nelson Royal sconfiggono Don e Rocky Kernodle                                                        | Tag team match                                                          | 07:30  |
| 2  | Hector Guerrero & Baron Von Raschke sconfiggono Shaska Whatley & The Barbarian                                    | Tag team match                                                          | 07:25  |
| 3  | Wahoo McDaniel sconfigge Rick Rude (con Paul Jones)                                                               | Indian Strap match                                                      | 09:05  |
| 4  | Jimmy Valiant (con Big Mama) sconfigge Paul Jones                                                                 | Hair versus Hair match con Manny Fernandez chiuso in una gabbia         | 04:00  |
| 5  | Tully Blanchard (con James J. Dillon) sconfigge Dusty Rhodes (c)                                                  | First Blood match per il NWA World Television Championship              | 07:30  |
| 6  | The Rock 'n' Roll Express (c) sconfiggono Ole Anderson & Arn Anderson                                             | Tag team steel cage match per il NWA World Tag Team Championship        | 20:20  |
| N. | Risultati dal The Omni                                                                                            | Stipulazioni                                                            | Durata |
| 7  | Brad Armstrong contro Jimmy Garvin (con Precious) finisce in no contest                                           | Single match                                                            | N/A    |
| 8  | The Russians (Krusher Khruschev & Ivan Koloff) (c) sconfiggono The Kansas Jayhawks (Bobby Jaggers & Dutch Mantel) | No Disqualification match per i NWA United States Tag Team Championship | N/A    |
| 9  | Sam Houston (c) sconfigge Bill Dundee per squalifica                                                              | Single match per il NWA Central States Heavyweight Championship         | N/A    |
| 10 | Big Bubba Rogers (con Jim Cornette) sconfigge Ron Garvin                                                          | Street Fight match                                                      | N/A    |
| 11 | The Road Warriors (con Paul Ellering) sconfiggono The Midnight Express (con Jim Cornette e Big Bubba Rogers)      | Scaffold match                                                          | N/A    |
| 12 | Ric Flair (c) contro Nikita Koloff finisce in doppia squalifica                                                   | Single match per il NWA World Heavyweight Championship                  | N/A    |

## Conseguenze
Il lungo feud tra Jimmy Valiant e Paul Jones giunse alla fine; Jones divenne il manager della coppia Rick Rude e Manny Fernandez che portò al titolo NWA World Tag Team. In seguito i due persero le cinture con i Rock 'n' Roll Express quando Rude si trasferì in WWF nel 1987. Ole Anderson fu estromesso dai Four Horsemen nel febbraio 1987, sostituito da Lex Luger. Arn, separato da Ole, formò un nuovo tag team con Blanchard, vincendo, insieme a lui, due volte i titoli NWA World Tag Team e una volta il WWF World Tag Team Championship (come The Brain Busters).
Big Bubba Rogers si trasferì nella UWF dopo che la Jim Crockett Promotions acquisì il territorio nell'aprile 1987, e vinse il titolo UWF Heavyweight Championship per poi tornare brevemente nella JCP e passare infine alla WWF per diventare Big Boss Man. Jimmy Garvin avrebbe effettuato un turn face nel 1987 dopo che suo fratello (kayfabe) Ron Garvin ebbe il viso bruciato da Jim Cornette e Midnight Express, per poi sfidare Ric Flair per il titolo NWA World Heavyweight a Great American Bash. Sam Houston, nella vita reale, sposò Baby Doll e si sarebbe trasferito nella WWF. Altro lottatore che passò alla WWF poco tempo dopo questo evento fu Kruscher Kruschev (Barry Darsow) che andò a sostituire Randy Colley nel ruolo di Smash nei Demolition alla fine del gennaio 1987. Il posto di Kruschev nel Russian Team, fu preso nel frattempo da Vladimir Petrov che, insieme a Ivan Koloff, proseguì la faida con Nikita.

## Curiosità
- Magnum T.A. era originalmente previsto come avversario di Ric Flair allo show, ma egli si infortunò gravemente in un incidente d'auto restando temporaneamente paralizzato e dovette concludere la sua carriera da wrestler a causa dell'incidente. Nikita Koloff, che era impegnato in un feud con Ronnie Garvin, eseguì appositamente un turn face e prese il posto di Magnum T.A. nel match con Flair.
- Jim Cornette subì un grave infortunio al ginocchio durante lo Scaffold Match tra i Midnight Express e i Road Warriors. In un'intervista Cornette ha raccontato che Dusty Rhodes lo convinse a fare una pericolosa bravata nel momento nel quale avrebbe dovuto cadere dell'alto della passerella sospesa sopra il ring, che Cornette stima fosse stata posta a venticinque piedi d'altezza dal pavimento dell'arena. L'idea iniziale era che Paul Ellering, il manager dei Road Warriors, avrebbe dovuto inseguire Cornette sulla passerella. Una volta lì, Road Warrior Animal avrebbe dovuto acciuffarlo, così da aiutarlo a scendere dalla passerella tenendolo ben stretto, fino a quando Cornette, sceso alla distanza giusta, si sarebbe bloccato per poi cadere sul ring appena pronto. Cornette, però, soffriva di una grave forma di acrofobia e, preso dal panico, si gettò dalla cima della passerella. Come conseguenza della rovinosa caduta, si strappò tutti i legamenti di un ginocchio, oltre a subire un danno osseo e la rottura della cartilagine.[1]